# Xavier Rathan-Mayes
Xavier Andrew Rathan-Mayes (* 29. April 1994 in Markham) ist ein kanadischer Basketballspieler, der auf der Position des Shooting Guards oder Point Guards eingesetzt wird.

## Laufbahn

### Verein
Xavier Rathan-Mayes spielte nach seinem Highschool-Abschluss von 2014 bis 2017 für die Florida State Seminoles in der Atlantic Coast Conference der NCAA Division I. Dort konnte er besonders in seinem ersten Jahr mit durchschnittlich 14,9 Punkten pro Spiel beeindrucken und war damit bester Korbschütze seiner Mannschaft, wofür er am Ende der Saison ins All-ACC Freshmen Team of the Year gewählt wurde. Beim NBA-Draft 2017 wurde er von keiner Mannschaft ausgewählt und schloss sich daraufhin der G-League-Mannschaft Westchester Knicks an. Im März 2018 unterschrieb Rathan-Mayes für die Memphis Grizzlies, kam jedoch nur zu fünf NBA-Einsätzen. Die Saison 2018/19 begann er in der griechischen Basket League für AEK Athen. Mit der Mannschaft trat er auch in der Champions League an, wechselte jedoch am Ende des Jahres erneut in die Vereinigten Staaten zu Texas Legends, ehe er sich im März 2019 dem israelischen Klub Bnei Herzlia anschloss, wo er jedoch den Abstieg seiner Mannschaft nicht verhindern konnte.
Im Sommer 2019 spielte Rathan-Mayes in seiner kanadischen Heimat für die Hamilton Honey Badgers in der CEBL, wo er mit seiner Mannschaft das Finale erreichte, dieses jedoch mit 83:94 gegen die Saskatchewan Rattlers verlor. Im Oktober dieses Jahres kehrte er in die G-League zurück, wo er zunächst erneut für Texas Legends und später auch für Agua Caliente Clippers im Einsatz war, ehe er im Februar 2021 beim rumänischen Erstligisten CSU Sibiu anheuerte. Die Saison 2021/22 bestritt er für die Illawarra Hawks in der australischen NBL und nach einer kurzen Zwischenstation von Mai bis Juni 2022 in Kanada, wo mit Scarborough Shooting Stars an der CEBL teilnahm, wechselte er zu Melbourne United. Seine Mannschaft verpasste die Playoffs um die Meisterschaft 2022/23. Rathan-Mayes unterschrieb im Februar 2023 beim türkischen Erstligisten Yukatel Merkezefendi. Im Sommer 2023 wechselte er zum russischen Klub BK Jenissei Krasnojarsk aus der VTB United League, wo er mit durchschnittlich 25,4 Punkten, 4,2 Rebounds und 4,5 Assists pro Spiel überzeugte und am Ende der Saison in der Korbjägerliste der Liga auf dem ersten Platz stand und zum besten Liganeuling gewählt wurde.
Im Sommer 2024 nahm der amtierende spanische Meister Real Madrid Rathan-Mayes unter Vertrag. 2025 gewann er mit Real die spanische Meisterschaft.
Im Juli 2025 wechselte Rathan-Mayes zum FC Bayern München. Der Vertrag geht über ein Jahr mit einer Option über ein weiteres Jahr.

### Nationalmannschaft
Xavier Rathan-Mayes nahm mit der U18-Nationalmannschaft Kanadas an der Amerikameisterschaft 2012 teil und belegte den dritten Platz, mit 14,8 Punkten pro Spiel war er zweitbester Korbschütze seiner Mannschaft hinter Andrew Wiggins. Im Jahr 2013 war er Teil des Aufgebots bei der U19-Basketball-Weltmeisterschaft. Er brachte es in neun Spielen auf durchschnittlich 12,2 Punkte und 3,4 Rebounds und belegte mit seiner Nationalmannschaft den sechsten Platz.
Seinen Einstand in der A-Nationalmannschaft gab Rathan-Mayes im Zuge der Basketball-Amerikameisterschaft 2017, bei der er mit seiner Mannschaft jedoch bereits in der Gruppenphase ausschied. Er selbst war mit durchschnittlich 14,7 Punkten bester Korbschütze der Kanadier. Auch an der Qualifikation zur WM 2019 nahm er mit seiner Landesauswahl teil.

## Erfolge und Ehrungen
- Spanischer Meister 2024/25
- Bester Korbschütze der VTB United League 2023/24
- Bester Liganeuling der VTB United League 2023/24
- ACC All-Defensive Team 2017
- ACC All-Freshman Team 2015

## Sonstiges
Xavier Rathan-Mayes Stiefvater Tharon Mayes war ebenfalls Basketballprofi und stand unter anderem beim deutschen Verein Rhöndorfer TV unter Vertrag.